# Macnelly Torres
Macnelly Torres Berrío (Barranquilla, 1 de noviembre de 1984) es un exfutbolista colombiano. Jugaba en la posición de mediocampista ofensivo o volante 10. Fue internacional con la selección de fútbol de Colombia.

## Trayectoria

### Junior de Barranquilla
Debutó en el Junior en 2001, club en el que realizó las inferiores con mucho éxito. Con los Tiburones ganó el torneo finalización de 2004, clasificando así a la Copa Libertadores 2005 donde llegarían a los octavos de final, fase en la que perdieron ante Boca Juniors.

### Cúcuta Deportivo
Torres hizo parte del Cúcuta Deportivo en el título obtenido por el equipo en el Torneo Finalización de la Primera A 2006. También hizo parte del equipo en la edición de la Copa Libertadores 2007, en la cual Cúcuta Deportivo alcanzó las semifinales, donde fue eliminado por Boca Juniors, quien fue el campeón de esa edición

### Colo-Colo
Debido a sus buenas actuaciones en el Cúcuta Deportivo, el club chileno Colo-Colo, adquirió la totalidad de su pase en US$2.2 millones, firmando un contrato por 4 temporadas y siendo para entonces la inversión más cara que se haya hecho por un jugador en el fútbol de Chile. Llegó a Chile en la madrugada del 25 de junio de 2008 y al día siguiente fue presentado por el presidente de Colo-Colo, Gabriel Ruiz-Tagle, en el Estadio Monumental como el gran refuerzo para el equipo albo. El 29 de junio debutó por Colo-Colo en el Campeonato de Clausura del Fútbol Chileno frente a Deportes Melipilla, el cual el equipo ganó por 2-0. Permaneció en el club albo por dos años y medio, hasta el fin del campeonato de 2010.

### Atlético Nacional
En 2011 fue cedido a préstamo a Atlético Nacional por una cifra cercana a los US$400.000 dólares. Fue presentado el 17 de enero en la sede deportiva del club junto a los demás refuerzos. El 5 de marzo marcó su primer doblete con el Atlético Nacional, la víctima sería su primer club, el Junior de Barranquilla; el partido quedaría 4-1  a favor del equipo Verdolaga.

### San Luis
El 6 de julio se convirtió en jugador del San Luis de la Primera División de México por una cláusula de 2.8 millones de dólares.

### Atlético Nacional (2.ª etapa)
Después de arreglar su desvinculación con el San Luis, el 9 de enero de 2012 se anunció su regreso a Atlético Nacional, con un contrato por 3 años y la compra de sus derechos deportivos por cerca de 3 millones de dólares pagados por parte del club antioqueño.
Actuó en la Copa Libertadores 2012, donde su equipo llegó a octavos de final, siendo eliminado por el Vélez Sarsfield. Además participó en el Torneo Apertura. Luego de ganar la Superliga y la Copa Colombia de ese año recibió múltiples ofertas del fútbol extranjero, no obstante el técnico Juan Carlos Osorio, le pidió que se quedara para el siguiente semestre para buscar el título de liga.

### Al-Shabab
Después de llegar a la final del torneo apertura 2013, recibió una oferta de 4.5 millones de dólares con un contrato de 5 temporadas en el Al Shabab de Arabia Saudita. Carlos Valderrama declaró que al irse a Arabia Saudita, Macnelly pondría en juego su participación en el Mundial de Brasil 2014 al cual Colombia ya estaba clasificada gracias al empate frente a Chile en Barranquilla 3-3. Efectivamente, el técnico del seleccionado colombiano, José Néstor Pékerman, meses previos a la cita mundialista, decidió que Macnelly no sería tenido en cuenta para la lista definitiva de 23 convocados para el Mundial.

### Junior de Barranquilla (2.ª etapa)
Su retiro del club árabe se hizo oficial en el mes de febrero de 2015. De esta manera luego de nueve años Macnelly Torres regresó al Junior.

### Atlético Nacional (3.ª etapa)
El 28 de junio de 2015, se confirmó que Macnelly volvería a Atlético Nacional, llegó al cuadro verde en calidad de cesión definitiva de sus derechos federativos y con un contrato por tres temporadas. El 27 de julio de 2016, "El Mago" se consagró campeón de la Copa Libertadores de América en un global de 2 a 1 frente a Independiente del Valle de Ecuador, logrando así su primer título internacional, jugando como titular y en un gran nivel desde el reinicio de la competición luego de que fuera interrumpida por el cruce con la Copa América Centenario.

## Selección nacional

### Absoluta
Ha sido convocado en 48 ocasiones para la selección absoluta de Colombia, anotando 4 goles, el último de ellos ante Venezuela durante las Eliminatorias Sudamericanas rumbo a la Copa Mundial de la FIFA 2018. A pesar de ser llamado por José Néstor Pékerman desde 2012, no logró ingresar a la lista final de los 23 jugadores para la Copa Mundial de la FIFA 2014 que tuvo lugar en Brasil.
Su trayectoria con la selección nacional comenzó a nivel juvenil en el Campeonato Sudamericano Sub-16 de 2000 en Cañete, Chile. Más tarde, formó parte del equipo que alcanzó el tercer puesto en la Copa Mundial de Fútbol Sub-20 de 2003 en los Emiratos Árabes Unidos. Desde 2007, ha sido parte de la selección mayor, participando en la Copa América de ese año y en las Eliminatorias Sudamericanas. A lo largo de su carrera con Colombia, se destacó por su influencia en partidos importantes, como el triunfo sobre Argentina 2-1, donde fue clave en la creación de jugadas colectivas, y en la victoria contra Bolivia en 2009, donde anotó un gol.
En agosto de 2012, Pékerman lo convocó para las Jornadas 7 y 8 de las Eliminatorias Sudamericanas rumbo a la Copa Mundial de la FIFA 2014, en los que Colombia logró victorias contra Uruguay y Chile. El 22 de marzo de 2013, Macnelly anotó un gol en la victoria 5-0 de Colombia sobre Bolivia. Sin embargo, debido a su decisión de jugar en el fútbol árabe, no fue convocado para el amistoso contra Serbia en agosto de 2013. En octubre de ese mismo año, en un partido que parecía perdido contra Chile (0-3 en el primer tiempo), Macnelly ingresó en el segundo tiempo y fue fundamental en la histórica remontada de Colombia, que terminó en empate 3-3 y permitió a la selección asegurar su clasificación al mundial.

### Goles internacionales
| # | Fecha                   | Lugar                                         | Rival     | Gol | Resultado | Competición                             |
| - | ----------------------- | --------------------------------------------- | --------- | --- | --------- | --------------------------------------- |
| 1 | 11 de febrero de 2009   | Hernán Ramírez Villegas, Pereira, Colombia    | Haití     | 2-0 | 2-0       | Amistoso                                |
| 2 | 28 de marzo de 2009     | Nemesio Camacho El Campín, Bogotá, Colombia   | Bolivia   | 1-0 | 2-0       | Eliminatorias Mundial de Sudáfrica 2010 |
| 3 | 22 de marzo de 2013     | Estadio Metropolitano, Barranquilla, Colombia | Bolivia   | 1-0 | 5-0       | Eliminatorias Mundial de Brasil 2014    |
| 4 | 1 de septiembre de 2016 | Estadio Metropolitano, Barranquilla, Colombia | Venezuela | 2-0 | 2-0       | Eliminatorias Mundial de Rusia 2018     |

### Participaciones enCopas América
| Torneo            | Sede      | Resultado      | PJ | GA | Asis |
| ----------------- | --------- | -------------- | -- | -- | ---- |
| Copa América 2007 | Venezuela | Fase de grupos | 3  | 0  | 0    |

### Participaciones enCopas del Mundo
| Torneo                      | Sede | Resultado    | PJ | GA | Asis |
| --------------------------- | ---- | ------------ | -- | -- | ---- |
| Copa Mundial Sub-20 de 2003 | EAU  | Tercer lugar | 5  | 0  | 0    |

### Participaciones enEliminatorias al Mundial
| Eliminatoria                            | Sede del Mundial       | Posición               | Resultado   | PJ | GA | Asis |
| --------------------------------------- | ---------------------- | ---------------------- | ----------- | -- | -- | ---- |
| Eliminatorias Mundial de Sudáfrica 2010 | Sudáfrica              | 7°lugar 23pts          | Eliminado   | 8  | 1  | 0    |
| Eliminatorias Mundial de Brasil 2014    | Brasil                 | 2°lugar 30pts          | Clasificado | 9  | 1  | 0    |
| Eliminatorias Mundial de Rusia 2018     | Rusia                  | 4°lugar 27pts          | Clasificado | 8  | 1  | 0    |
| Total en Eliminatorias                  | Total en Eliminatorias | Total en Eliminatorias | 2/3         | 25 | 3  | 0    |

### Participaciones enCopas Oro
| Torneo              | Sede           | Resultado   | PJ | GA | Asis |
| ------------------- | -------------- | ----------- | -- | -- | ---- |
| Copa de Oro de 2005 | Estados Unidos | Semifinales | 1  | 0  | 0    |

## Estadísticas
| Club                         | Div.                | Temporada           | Liga  | Liga  | Liga   | Copa Nacional | Copa Nacional | Copa Nacional | Torneos Internacionales | Torneos Internacionales | Torneos Internacionales | Total | Total | Total  |
| Club                         | Div.                | Temporada           | Part. | Goles | Asist. | Part.         | Goles         | Asist.        | Part.                   | Goles                   | Asist.                  | Part. | Goles | Asist. |
| ---------------------------- | ------------------- | ------------------- | ----- | ----- | ------ | ------------- | ------------- | ------------- | ----------------------- | ----------------------- | ----------------------- | ----- | ----- | ------ |
| Junior · Colombia            | 1.ª                 | 2003                | 19    | 0     | 0      | 0             | 0             | 0             | 0                       | 0                       | 0                       | 19    | 0     | 0      |
| Junior · Colombia            | 1.ª                 | 2004                | 28    | 2     | 0      | 0             | 0             | 0             | 3                       | 0                       | 0                       | 31    | 2     | 0      |
| Junior · Colombia            | 1.ª                 | 2005                | 23    | 9     | 0      | 0             | 0             | 0             | 5                       | 0                       | 0                       | 28    | 9     | 0      |
| Junior · Colombia            | 1.ª                 | 2015                | 19    | 2     | 6      | 0             | 0             | 0             | 0                       | 0                       | 0                       | 19    | 2     | 6      |
| Junior · Colombia            | Total               | Total               | 89    | 13    | 6      | 0             | 0             | 0             | 8                       | 0                       | 0                       | 97    | 13    | 6      |
| Cúcuta Deportivo · Colombia  | 1.ª                 | 2006                | 15    | 0     | 0      | 0             | 0             | 0             | 0                       | 0                       | 0                       | 15    | 0     | 0      |
| Cúcuta Deportivo · Colombia  | 1.ª                 | 2007                | 33    | 0     | 0      | 0             | 0             | 0             | 12                      | 1                       | 2                       | 45    | 1     | 2      |
| Cúcuta Deportivo · Colombia  | 1.ª                 | 2008                | 14    | 0     | 0      | 8             | 0             | 0             | 8                       | 1                       | 4                       | 30    | 1     | 4      |
| Cúcuta Deportivo · Colombia  | Total               | Total               | 62    | 0     | 0      | 8             | 0             | 0             | 20                      | 2                       | 6                       | 90    | 2     | 6      |
| Colo-Colo · Chile            | 1.ª                 | 2008                | 24    | 6     | 10     | 1             | 0             | 1             | 0                       | 0                       | 0                       | 25    | 6     | 11     |
| Colo-Colo · Chile            | 1.ª                 | 2009                | 30    | 5     | 9      | 1             | 0             | 0             | 6                       | 1                       | 1                       | 37    | 6     | 10     |
| Colo-Colo · Chile            | 1.ª                 | 2010                | 27    | 4     | 13     | 2             | 1             | 1             | 8                       | 0                       | 1                       | 37    | 5     | 15     |
| Colo-Colo · Chile            | Total               | Total               | 81    | 15    | 32     | 4             | 1             | 2             | 14                      | 1                       | 2                       | 99    | 17    | 36     |
| Atlético Nacional · Colombia | 1.ª                 | 2011                | 23    | 5     | 12     | 1             | 0             | 0             | 0                       | 0                       | 0                       | 24    | 5     | 12     |
| Atlético Nacional · Colombia | 1.ª                 | 2012                | 35    | 4     | 2      | 12            | 2             | 0             | 8                       | 0                       | 3                       | 55    | 6     | 5      |
| Atlético Nacional · Colombia | 1.ª                 | 2013                | 20    | 4     | 7      | 0             | 0             | 0             | 0                       | 0                       | 0                       | 20    | 4     | 7      |
| Atlético Nacional · Colombia | 1.ª                 | 2015                | 19    | 0     | 6      | 2             | 0             | 0             | 0                       | 0                       | 0                       | 21    | 0     | 6      |
| Atlético Nacional · Colombia | 1.ª                 | 2016                | 21    | 9     | 2      | 4             | 1             | 0             | 22                      | 1                       | 7                       | 46    | 11    | 9      |
| Atlético Nacional · Colombia | 1.ª                 | 2017                | 32    | 4     | 6      | 2             | 0             | 0             | 7                       | 2                       | 2                       | 41    | 6     | 8      |
| Atlético Nacional · Colombia | 1.ª                 | 2018                | 18    | 1     | 3      | 0             | 0             | 0             | 4                       | 1                       | 2                       | 22    | 2     | 5      |
| Atlético Nacional · Colombia | Total               | Total               | 168   | 27    | 38     | 21            | 3             | 0             | 41                      | 4                       | 14                      | 229   | 34    | 52     |
| San Luis · México            | 1.ª                 | 2011                | 16    | 1     | 5      | 0             | 0             | 0             | 0                       | 0                       | 0                       | 16    | 1     | 5      |
| San Luis · México            | Total               | Total               | 16    | 1     | 5      | 0             | 0             | 0             | 0                       | 0                       | 0                       | 16    | 1     | 5      |
| Al-Shabab Arabia Saudita     | 1.ª                 | 2013/14             | 22    | 1     | 6      | 5             | 0             | 0             | 8                       | 0                       | 3                       | 35    | 1     | 9      |
| Al-Shabab Arabia Saudita     | Total               | Total               | 22    | 1     | 6      | 5             | 0             | 0             | 8                       | 0                       | 3                       | 35    | 1     | 9      |
| Deportivo Cali · Colombia    | 1.ª                 | 2018                | 13    | 1     | 2      | 1             | 0             | 0             | 3                       | 0                       | 1                       | 17    | 1     | 3      |
| Deportivo Cali · Colombia    | Total               | Total               | 13    | 1     | 2      | 1             | 0             | 0             | 3                       | 0                       | 1                       | 17    | 1     | 3      |
| Libertad Paraguay            | 1.ª                 | 2019                | 22    | 2     | 7      | 0             | 0             | 0             | 1                       | 0                       | 0                       | 23    | 2     | 7      |
| Libertad Paraguay            | Total               | Total               | 22    | 2     | 7      | 0             | 0             | 0             | 1                       | 0                       | 0                       | 23    | 2     | 7      |
| Alianza Petrolera · Colombia | 1.ª                 | 2020                | 9     | 1     | 2      | 1             | 0             | 0             | 0                       | 0                       | 0                       | 10    | 1     | 2      |
| Alianza Petrolera · Colombia | Total               | Total               | 9     | 1     | 2      | 1             | 0             | 0             | 0                       | 0                       | 0                       | 10    | 1     | 2      |
| Total en su carrera          | Total en su carrera | Total en su carrera | 483   | 61    | 98     | 39            | 4             | 2             | 95                      | 7                       | 26                      | 617   | 72    | 126    |

## Palmarés

### Títulos nacionales
| Título                    | Club              | País           | Año  |
| ------------------------- | ----------------- | -------------- | ---- |
|                           |                   | Colombia       |      |
| Torneo Finalización       | Cúcuta Deportivo  | 2006           |      |
| Torneo Clausura           | Colo-Colo         | Chile          | 2008 |
| Torneo Clausura           | Colo-Colo         | Chile          | 2009 |
| Torneo Apertura           | Atlético Nacional | Colombia       | 2011 |
| Superliga                 | Atlético Nacional | Colombia       | 2012 |
| Copa Colombia             | Atlético Nacional | Colombia       | 2012 |
| Torneo Apertura           | Atlético Nacional | Colombia       | 2013 |
| Copa del Rey de Campeones | Al-Shabab         | Arabia Saudita | 2014 |
| Torneo Finalización       | Atlético Nacional | Colombia       | 2015 |
| Superliga                 | Atlético Nacional | Colombia       | 2016 |
| Copa Colombia             | Atlético Nacional | Colombia       | 2016 |
| Torneo Apertura           | Atlético Nacional | Colombia       | 2017 |
| Copa Paraguay             | Libertad          | Paraguay       | 2019 |

### Títulos internacionales
| Título              | Club              | Sede     | Año  |
| ------------------- | ----------------- | -------- | ---- |
| Copa Libertadores   | Atlético Nacional | Medellín | 2016 |
| Recopa Sudamericana | Atlético Nacional | Medellín | 2017 |

### Distinciones individuales
| Distinción                        | Año  |
| --------------------------------- | ---- |
| Parte del Equipo Ideal de América | 2016 |